# Sharyn Reus
Sharyn Reus – kanadyjska brydżystka, World Life Master (WBF).

## Wyniki brydżowe

### Olimpiady
Na olimpiadach uzyskała następujące rezultaty:
| Olimpiady brydżowe. Zawody teamów | Olimpiady brydżowe. Zawody teamów | Olimpiady brydżowe. Zawody teamów | Olimpiady brydżowe. Zawody teamów | Olimpiady brydżowe. Zawody teamów | Olimpiady brydżowe. Zawody teamów |
| Rok                               | Miejsce                           | Zawody                            | Kategoria                         | Drużyna                           | Pozycja                           |
| --------------------------------- | --------------------------------- | --------------------------------- | --------------------------------- | --------------------------------- | --------------------------------- |
| 1996                              | Rodos                             | 10. Olimpiada Teamów              | Kobiety                           | Canada                            | 3                                 |
| 1992                              | Salsomaggiore                     | 9. Olimpiada Teamów               | Kobiety                           | Canada                            | 9                                 |
| 1988                              | Wenecja                           | 8. Olimpiada Teamów               | Kobiety                           | Canada                            | 3                                 |
| 1984                              | Seattle                           | 7. Olimpiada Teamów               | Kobiety                           | Canada                            | 9                                 |
| 1980                              | Valkenburg                        | 6. Olimpiada Teamów               | Kobiety                           | Canada                            | 7                                 |
| 1976                              | Monte Carlo                       | 5. Olimpiada Teamów               | Kobiety                           | Canada                            | 4                                 |
| 1972                              | Miami Beach                       | 4. Olimpiada Brydżowa             | Kobiety                           | Canada                            | 7                                 |

### Zawody światowe
W światowych zawodach zdobyła następujące lokaty:
| Mistrzostwa Świata. Konkurencja teamów | Mistrzostwa Świata. Konkurencja teamów | Mistrzostwa Świata. Konkurencja teamów | Mistrzostwa Świata. Konkurencja teamów | Mistrzostwa Świata. Konkurencja teamów | Mistrzostwa Świata. Konkurencja teamów |
| Rok                                    | Miejsce                                | Zawody                                 | Kategoria                              | Drużyna                                | Pozycja                                |
| -------------------------------------- | -------------------------------------- | -------------------------------------- | -------------------------------------- | -------------------------------------- | -------------------------------------- |
| 2011                                   | Veldhoven                              | 40. Mistrzostwa Świata Teamów          | Kobiety                                | Canada                                 | 10                                     |
| 2002                                   | Montreal                               | 11. Mistrzostwa Świata                 | Kobiety                                | Gordon                                 | 25                                     |
| 2001                                   | Paryż                                  | 35. Mistrzostwa Świata Teamów          | Kobiety                                | Canada                                 | 13                                     |
| 2000                                   | Southampton                            | 34. Mistrzostwa Świata Teamów          | Kobiety                                | Canada                                 | 5                                      |
| 1997                                   | Hammamet                               | 33. Mistrzostwa Świata Teamów          | Kobiety                                | Canada                                 | 6                                      |
| 1994                                   | Albuquerque                            | 9. Mistrzostwa Świata                  | Kobiety                                | Sontag                                 | 9                                      |
| 1993                                   | Santiago                               | 31. Mistrzostwa Świata Teamów          | Kobiety                                | Canada                                 | 8                                      |
| 1991                                   | Jokohama                               | 30. Mistrzostwa Świata Teamów          | Kobiety                                | Canada                                 | 11                                     |
| 1989                                   | Perth                                  | 29. Mistrzostwa Świata Teamów          | Kobiety                                | Canada                                 | 3                                      |

| Mistrzostwa Świata. Konkurencja par | Mistrzostwa Świata. Konkurencja par | Mistrzostwa Świata. Konkurencja par | Mistrzostwa Świata. Konkurencja par | Mistrzostwa Świata. Konkurencja par | Mistrzostwa Świata. Konkurencja par |
| Rok                                 | Miejsce                             | Zawody                              | Kategoria                           | Partner                             | Pozycja                             |
| ----------------------------------- | ----------------------------------- | ----------------------------------- | ----------------------------------- | ----------------------------------- | ----------------------------------- |
| 2002                                | Montreal                            | 11. Mistrzostwa Świata              | Kobiety                             | Dianna Gordon                       | 39                                  |
| 1994                                | Albuquerque                         | 9. Mistrzostwa Świata               | Kobiety                             | Dianna Gordon                       | 12                                  |
| 1986                                | Miami Beach                         | 7. Mistrzostwa Świata               | Kobiety                             | Dianna Gordon                       | 6                                   |
| 1978                                | Nowy Orlean                         | 5. Mistrzostwa Świata               | Kobiety                             | Dianna Gordon                       | 23                                  |
| 1978                                | Nowy Orlean                         | 5. Mistrzostwa Świata               | Miksty                              | Eric Kokish                         | 13                                  |

## Klasyfikacja
- Sharyn Reus – klasyfikacja WBF (ang.)